# 志賀義雄
志贺义雄（1901年1月12日—1989年3月6日），日本政治家、共产主义者。

## 生平
出生在山口县的萩市，原姓川本。1906年过继给母亲祖父的养子，改姓志贺。先后在山口县立萩高等学校、旧制第一高等学校、东京帝国大学文学部学习。在帝大期间参加学生运动，1923年加入日本共产党。1928年参加三一五事件，被检举揭发，以违反《治安维持法》而被判入狱，关押在府中刑务所。
1945年，日本战败，志贺义雄与德田球一一同被释放。此后担任日共的政治局员，协助德田球一和野坂参三重新扩大日共的势力。在1946年第22回众议院议员总选举中于大阪1区当选。
1950年，共产党和工人党情报局批判日共的和平革命路线，最终日共分裂成所感派和国际派两个派系。志贺义雄与宫本显治是国际派领袖之一，与所感派德田球一等人发生对立。所感派为日共的主要派系，因而志贺义雄被德田球一停止了党员资格，事实上是开除党籍。同年，驻日盟军总司令部发动红色清洗，所有日共人士都被开除公职，志贺义雄丧失了众议院议员的地位，转入地下活动。
1955年，日共放弃武装斗争路线，志贺义雄再度公开活动。1953年前往北京访问，同时将德田球一的遗骨带回日本安葬。此后担任日共常任干部会委员，支持宫本书记长的和平革命路线。日共的影响力也慢慢扩大，大阪成为基地。1955年的第27回众议院议员总选举中成功当选并连任4届。1963年，《部分核试验停止条约》签署。日共主流观点与中共一致，即反对签署。志贺与苏共持相同态度，支持签署条约。5月21日，日共将志贺开除党籍。6月30日，志贺与同时被开除党籍的铃木市藏、神山茂夫、中野重治等人共同组建“日本共产党（日本之声）”，自任委员长。他支持新日本文学会的主流派民主主义学生同盟，又在日共与部落解放同盟发生对立的时候支持解放同盟，被日共斥为“修正主义和分裂主义”分子。
此后，支持志贺的基地丧失，他在1967年第31回众议院议员总选举中落败。他的政党“日本共产党（日本之声）”也陷入混乱和低迷，神山和中野都宣布退党。1977年改名“和平与社会主义”。1979年，日共代表团访问苏联，与苏共关系修复。志贺在日本的影响力大大下降。1989年病逝，其墓与德田球一一样位于东京都的多磨陵园。